# Urschenheim

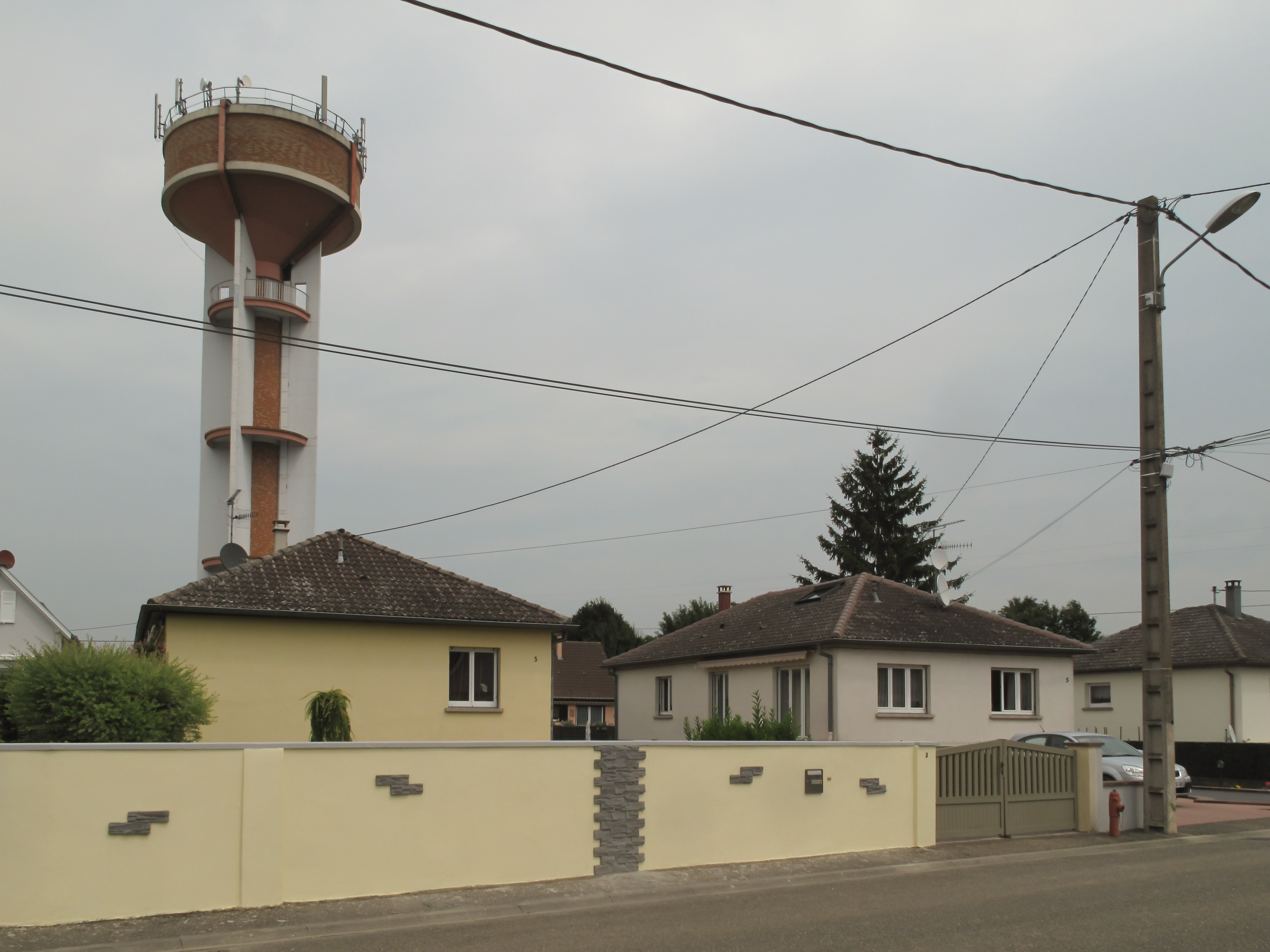
Wasserturm an der Straße nach Durrenentzen

Urschenheim (elsässisch Ürsche, IPA: [yːrʃə]) ist eine französische Gemeinde mit 796 Einwohnern (Stand 1. Januar 2022) im Département Haut-Rhin in der Region Grand Est (bis 2015 Elsass). Sie ist Mitglied des Gemeindeverbandes Communauté de communes Alsace Rhin Brisach. Die Bewohner werden Urschenheimois und Urschenheimoises genannt.

## Geographie
Urschenheim liegt ca. zehn Kilometer östlich von Colmar und acht Kilometer nordnordwestlich von Neuf-Brisach in der Oberrheinebene, etwa fünf Kilometer vom Rhein entfernt. Die sehr flache Gemarkung weist nur 5 Meter Höhenunterschied auf.
Nachbargemeinden sind (von Norden im Uhrzeigersinn) Muntzenheim, Durrenentzen, Kunheim, Biesheim, Widensolen und Fortschwihr.

## Geschichte
Grabhügel im Urschenheimer Bann bezeugen eine Besiedelung bereits im ersten vorchristlichen Jahrtausend.
Urschenheim selbst wird erstmals 817 als Ueratesheim erwähnt. Die Schreibung des Namens wechselte dann im Laufe der Zeit, so wird der Ort 987 als Uresheim, 1318 als Ursheim und 1639 als Urszheim erwähnt.
Der Ort war von 1325 bis zur französischen Revolution 1789 im Besitz des Bistums Straßburg. In der zweiten Hälfte des 17. Jahrhunderts wechselte im Zuge der Eroberungspolitik Ludwigs XIV. die Oberhoheit vom Heiligen Römischen Reich Deutscher Nation auf Frankreich.
Den Dreißigjährigen Krieg sollen den Chroniken zufolge im Ort nur fünf Personen überlebt haben. Der Ort wurde danach von Einwanderern aus der weiteren Region, darunter die Schweiz, wiederbevölkert. Das daraufhin neu erstellte Kataster von 1657 befindet sich noch im Dorfarchiv.
Von 1871 bis zum Ende des Ersten Weltkrieges gehörte Urschenheim als Teil des Reichslandes Elsaß-Lothringen zum Deutschen Reich und war dem Kreis Colmar im Bezirk Oberelsaß zugeordnet.

### Bevölkerungsentwicklung
| Jahr      | 1910 | 1962 | 1968 | 1975 | 1982 | 1990 | 1999 | 2006 | 2019 |
| Einwohner | 353  | 271  | 301  | 336  | 551  | 569  | 639  | 666  | 757  |

## Wappen
Das Urschenheimer Wappen zeigt einen grünen, geflügelten Drachen auf silbernem Grund.

## Sehenswürdigkeiten
- Katholische Dorfkirche St. Georg aus dem 12. Jahrhundert mit Ausstattung von Léon Zack, Glockenturm seit 1895 als Monument historique klassifiziert

Kirche St. Georg
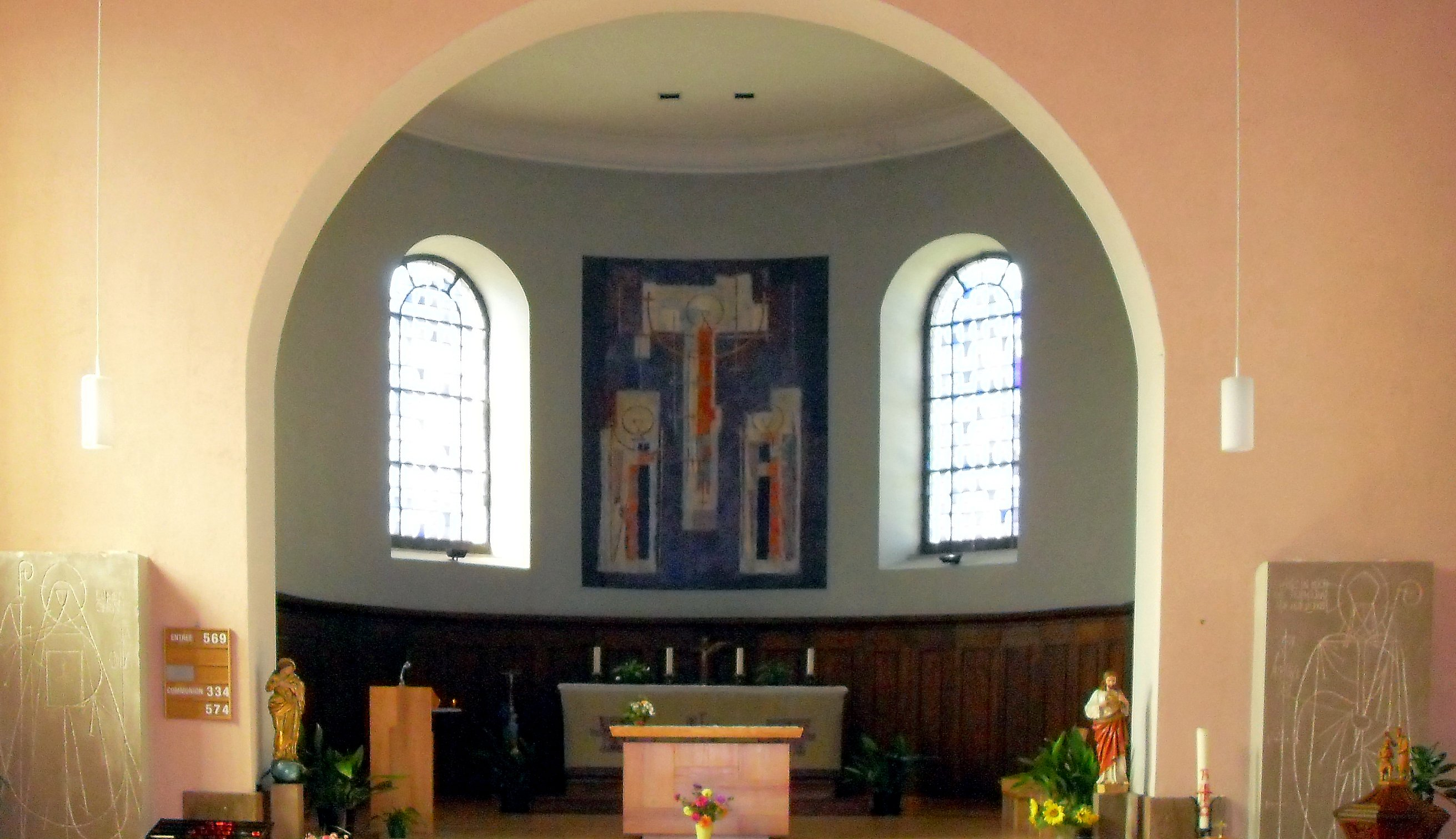
Innenansicht
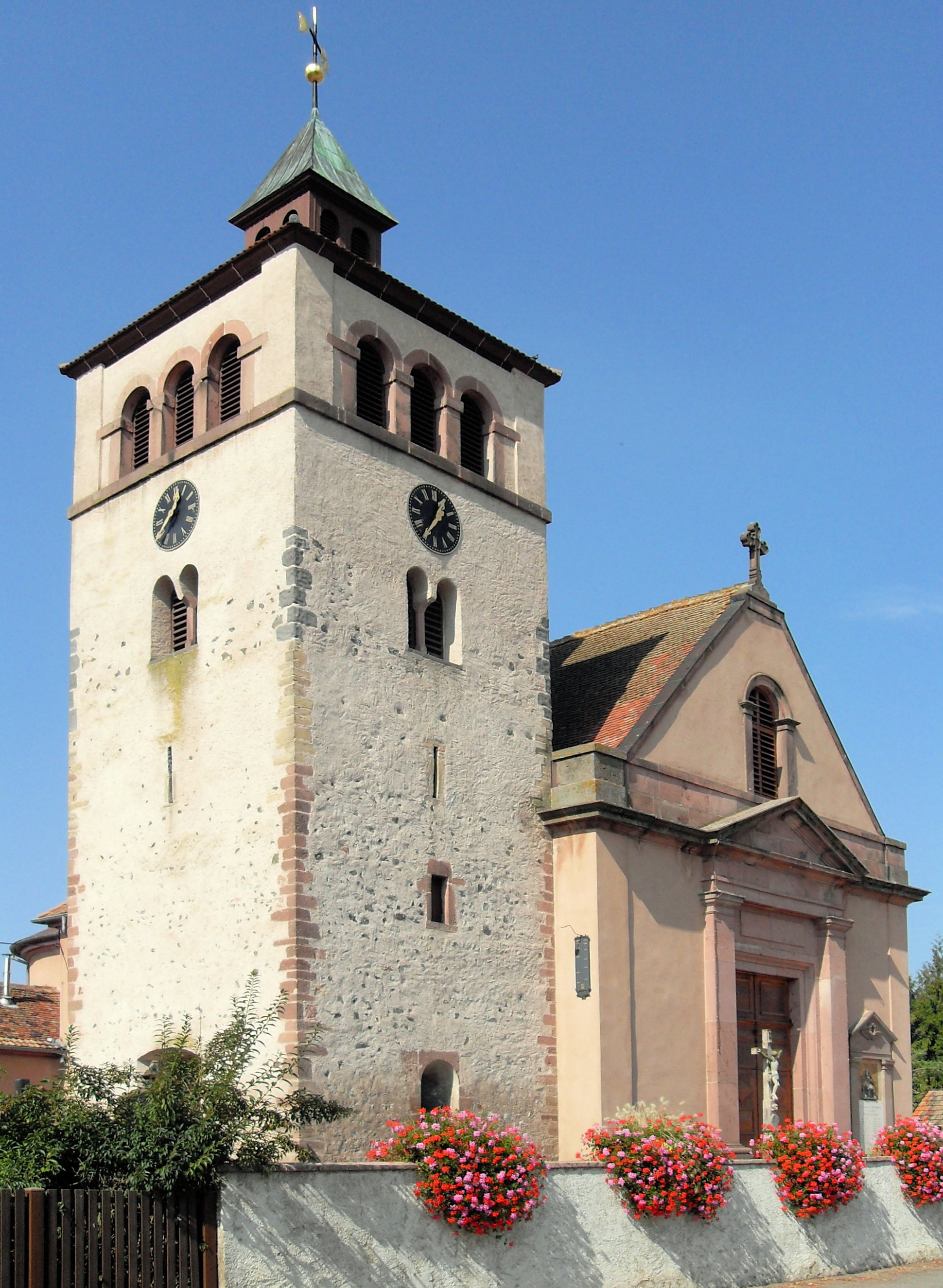
Südostseite
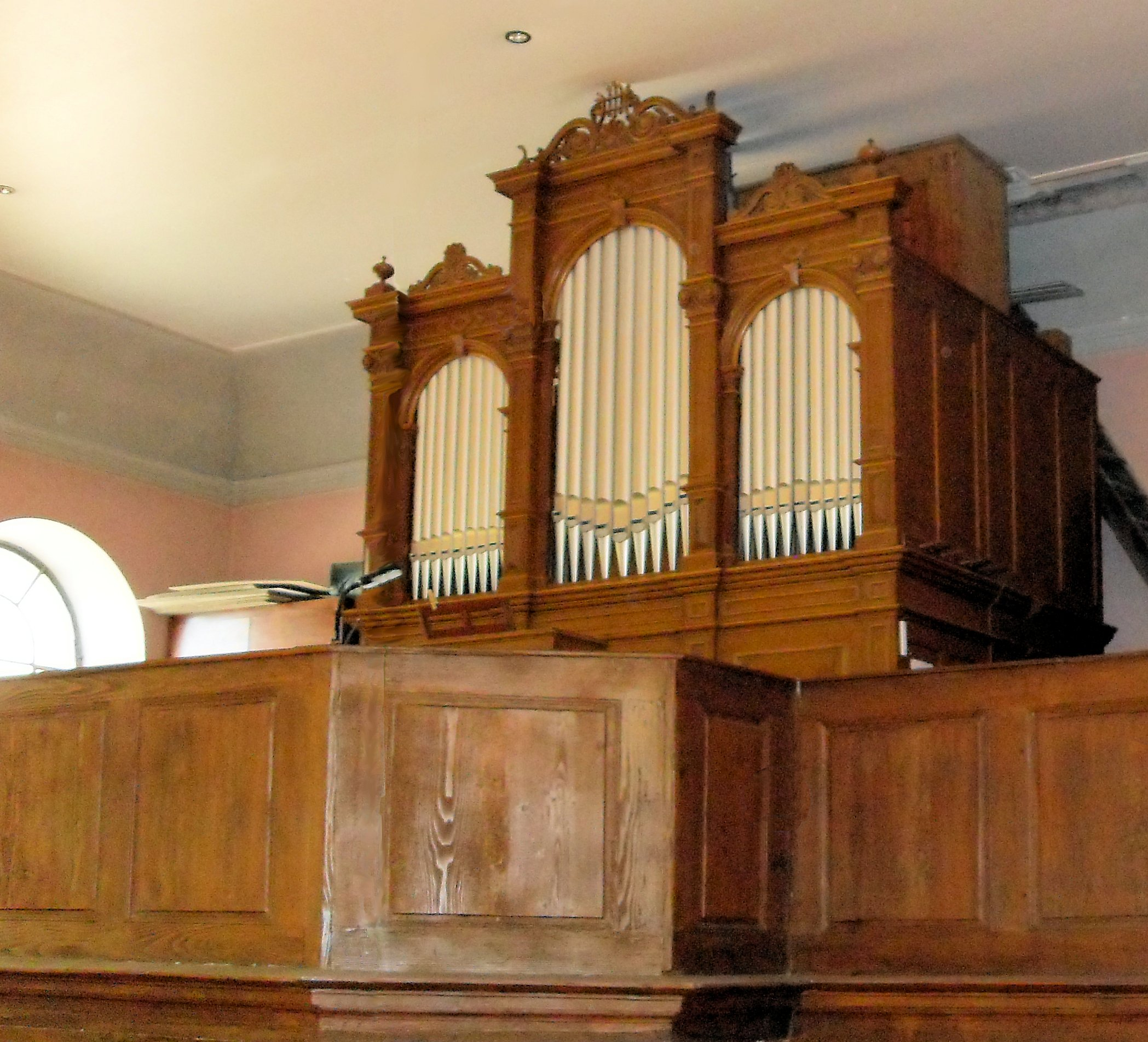
Orgel